# Chandrakumari
Chandrakumari (orig.: சந்திரகுமாரி) ist eine indische, tamilischsprachige Fernsehserie, ein Historiendrama als Seifenoper von 2018–2019, die die Serie Vani rani ablöste. Die Serie wurde gemeinsam vom indischen Filmregisseur Suresh Krissna und O. N. Rathnam inszeniert und von Sun Entertainment und Radaan Mediaworks unter hohen Materialkosten koproduziert, die vom 10. Dezember 2018 bis zum 1. Juni 2019 für 144 Episoden auf Sun TV ausgestrahlt wurde.
In der Seifenoper spielt die Filmschauspielerin Viji Chandrasekhar die Hauptrolle, während Uma Riyaz Khan, Muktha, Venu Arvind und Devipriya ebenfalls zur Hauptbesetzung gehörten. Die Sets für die Dreharbeiten wurden in Chennai und Mumbai errichtet. Die Handlung der Serie basiert auf der antiken Königin Chandrakumari und auf der tatsächlichen antiken historischen Geschichte. Die Episode des ersten Tages wurde auf eine Stunde verlängert, anstatt der normalen 28 Minuten. Sie wurde auf Sun TV, Gemini TV und Surya TV ausgestrahlt. In dieser Serie wird Radhika in einer historischen Rolle dargestellt.

## Handlung
Die Geschichte spielt sowohl in der Vergangenheit als auch in der Gegenwart.
Die Geschichte beginnt mit der Archäologin Anjali (gespielt von Muktha, auch als Bhanumathy, kurz Bhanu, bekannt). Sie ist auf der Suche nach der Lebensgeschichte von Chandrakumari (Königin von Chandravamsam), der Königin von Mangalapuri. Sie war an der Ausgrabung des heutigen Mangalapuri beteiligt. Als sie ein Idol von Ellaiyaman ausgräbt, warnt ein alter Mann sie und ihr Team, dass das Idol Unheil über die Welt bringen wird, da es nun ausgegraben ist. Als Anjali in den Wald ging, findet sie eine alte Schrift von Chandrakumari. Nachdem sie die Schrift an sich genommen hat, kommt eine böse Fliege in dem überlaufenden Blut zum Vorschein. Die böse Fliege jagt sie später und greift sie an. Sie rennt zu einem Tempel, in dem sie der Fliege entkommt. Später, im Büro, erzählt ihr Professor die Geschichte von Chandrakumari, die das alte Buch gesehen hat.
In der Vergangenheit: Chandrakumari war die Königin von Mangalapuri. Sie kämpft für das benachbarte Königreich Thennur. Der König von Thennur schickt seine Tochter, um von der Königin unterrichtet zu werden. Sie lernt die Tochter von Chandrakumari kennen. Leider trifft sie den König und entwickelt Gefühle für ihn. Als sie von dem Karpaga Lingam (bestehend aus der Asche von Lord Vishnu, Lord Brahma, Lord Shiva, Göttin Lakshmi, Saraswati, Parvati) erzählt, wird sie von den Soldaten von Pannaiyur angegriffen, die den Lingam entführen wollen. Doch sie überwältigt sie und umstellt die Festung von Pannaiyur, wobei sie die böse Königin von Pannaiyur, Devika (gespielt von Uma Riyaz Khan), beleidigt. Aufgebracht über diesen Vorfall, hat sie einen Flashback in ihre Vergangenheit. Damals war sie eine 15-jährige Prinzessin, die ihren Vater tötete, weil sie von ihrem früheren Mathaguru, der böse übernatürliche Kräfte erkannte, in die Irre geführt wurde. Sie schwört, Chandrakumari zu töten.
Zurück in der Gegenwart: Das Chandrakumari-Buch wurde von ihr selbst verbrannt. Später beschließt sie, nach Chennai zu ziehen. Auf dem Weg dorthin wird sie von der bösen Fliege verfolgt. Der Rajaguru von Manglapuri, der jahrelang Buße getan hat, verwandelt sich in eine Transfrau und beschützt sie. Währenddessen trifft Rajaguru im Gefängnis auf Chandra, die Inkarnation der Königin Chandrakumari. Rajaguru bringt Chandra zu ihrem Haus und gibt ihr ein Bilva-Blatt. Chandra erfährt, dass sie in ihrer früheren Geburt Königin Chandrakumari war. Sie kehrt in ihr Haus zurück und trifft auf ihre Familie. Sie ist irritiert, als ihr Großvater ihr von der Freilassung ihrer Mutter erzählt. Währenddessen trifft Rajaguru auch Neelakandan (den König) in seinem Büro. Danach trifft Devika Neelakandan und erzählt ihm von ihren bösen Plänen.
Später stirbt Anjalis Großvater bei einem Unfall. Auf seinem Sterbebett enthüllt er, dass ihre Mutter Chandra keine wirkliche Verbrecherin war. Daraufhin treffen sich Anjali und ihre Mutter wieder. Chandra zieht in ihren Geburtsort und bleibt dort mit Anjali. An einem bestimmten Tag, als Chandra in einem Auto unterwegs war, hörte sie ein Mädchen schreien, weil ein männlicher Taxifahrer versuchte, sie zu vergewaltigen. Sie und der Autofahrer rannten sofort zu dem Mädchen und retteten es vor der Vergewaltigung.
Dieser Vorfall inspiriert Chandra dazu, ein Taxi für Frauen mit weiblichen Fahrern zu gründen, um deren Sicherheit zu gewährleisten. Sie fragt Anjali nach diesem Geschäft, und Anjali stimmt bereitwillig zu. Später gehen sie zu einer Bank und bitten den Manager um einen Kredit.
Chandras erste Tante versucht, ihren Enkel Aadhav mit Chandras Tochter Anjali zu verheiraten. Nach einer Reihe von Ereignissen erzählt Chandra Anjali von ihrer Tante und ihrem Bruder, und der Bankkredit wird ebenfalls bewilligt. Mukundhan (Neelakandans Neffe), der dies weiß, entführt Anjali und Aadhav. Mukundhan und Anjali springen an einen Ort namens Shankarapuram. Anjali wird dann von Sathyamoorthy, dem Enkel von Chandras zweiter Tante, gerettet.
Anjali und Chandra gründen ein Unternehmen namens Anjali cabs for Women’s safety. Aber Mukundhan kommt wieder zu Anjalis Haus, um sie zu belästigen, wenn sie allein ist. Anjali tötet Mukundhan aus Selbstverteidigung. Chandra und Anjali begraben Mukundhans Leiche, damit niemand erfährt, dass sie ihn ermordet hat.
Neelakandan beschließt, sich von Chandra scheiden zu lassen, damit er Rudra heiraten kann, aber Chandra will sich nicht scheiden lassen. Rudra droht Chandra und warnt, dass sie das Video, das Chandra und Anjali bei der Beerdigung Mukundhans zeigt, an Rudra schicken wird, wenn Chandra sich nicht scheiden lässt.
Chandra kommt, um Rudra zu sehen. Nach einer Diskussion über die Scheidung beschließt Chandra, sich nicht scheiden zu lassen. Rudra nimmt eine Pistole aus ihrer Tasche, erschießt Chandra aber nicht, sondern bittet ihre Männer, Chandra zu Tode zu prügeln und sie im Außenbezirk zurückzulassen. Anjali und ihr Onkel Sivanesan versuchen herauszufinden, was mit ihr passiert ist. In der Zwischenzeit sorgt Rudra dafür, dass Anjali verhaftet wird, indem er der Polizei den Videobeweis zeigt. Der Fall wird vor Gericht gebracht, und Anjali gibt zu, Mukundan getötet zu haben. Sie rechtfertigt ihre Tat als Selbstverteidigung und sagt, ihre Mutter habe nichts damit zu tun. Dann kommt eine Wendung: Es stellt sich heraus, dass Mukundan lebt und Anjali ihn nicht getötet hat. Das Gericht spricht Anjali von der Mordanklage frei.
Zwei Männer retten Chandra und weisen sie in ein Krankenhaus ein. Nach acht Tagen kommt sie wieder zu sich und denkt über die Ereignisse an dem Tag nach, an dem sie Rudra aufsuchte.

## Besetzung

### Hauptbesetzung
- Raadhika (1–78): Königin Chandrakumari → Viji Chandrasekhar (79–144): Chandra
- Bhanu: Anjali
- Arun Sagar → Venu Arvind: Neelakantan
- Arun Kumar Rajan: Sathyamoorthy/Sathya,
- Uma Riyaz Khan: Devika

### Nebenbesetzung
- Saakshi Siva: Shivaneshan
- Latha
- Vincent Gopalakrishnan: Naaga
- Samyuktha Karthik: Princess Rudhra → Devipriya: Rundhra
- Nirosha: Valli
- Aravind Akash: RJ Aadhavan
- Sasindhar Pushapalingam: Mukundan
- Kerala Bharadwaraj: Rajaguru
- Dr. Shaji Sham: Arun

## Einschaltquoten
| Episode | Ausstrahlungsdatum                  | TNMS-Quoten                 |
| Episode | Ausstrahlungsdatum                  | Tamil Nadu (Metropolregion) |
| ------- | ----------------------------------- | --------------------------- |
| 1–40    | 10. Dezember 2018 – 26. Januar 2019 | 8,1 %                       |
| 41–80   | 28. Januar 2019 – 18. März 2019     | 6,3 %                       |
| 81–144  | 19. März 2019 – 1. Juni 2019        | 4,6 %                       |

## Soundtrack
Am 10. Dezember 2018 erschien der von Chilipi komponierte, offizielle Soundtrack.
| Nr. | Titel                             | Interpret                        | Länge |
| --- | --------------------------------- | -------------------------------- | ----- |
| 1   | ஸைவாய் ஒரு விதியை (Sayyvai Oru Vidihyai) | Sapitha Selvakumar Depthi Suresh | 2:19  |
| 2   | ಬರುವ ವಿಧಿಯನ್ನು (Baruva Vidhiyannu)     |                                  | 2:20  |